# Niefortunna czarownica. Zmiana warty
Niefortunna czarownica. Zmiana warty (ang. The New Worst Witch, 2005−2006) – brytyjski serial fantasy dla młodzieży w reżyserii Andrew Gunna. Jest to spin-off serialu Niefortunna czarownica, nadawanego w latach 1998–2001.
Światowa premiera serialu miała miejsce 5 stycznia 2005 roku na antenie ITV. Ostatni odcinek serialu został wyemitowany 15 grudnia 2006 roku. W Polsce premiera serialu odbyła się 2 lutego 2013 roku na kanale Filmbox Family.

## Fabuła
Serial przedstawia losy młodej wiedźmy Henrietty "Hettie" Hubble, kuzynki Mildred, która rozpoczyna naukę w akademii pani Cackle. Tam zaprzyjaźnia się z młodszą siostrą Ethel Hallow, Moną i "Cressie" Winterchild. Razem z nimi mierzy się z wieloma problemami i walczy ze złośliwą Beladonną Bindweed.

## Obsada
- Alice Connor jako Henrietta "Hettie" Hubble
- Anabel Barnston jako Mona Hallow
- Paislie Reid jako Crescentmoon "Cressie" Winterchild
- Francesca Isherwood jako Belladonna Bindweed
- Daisy Hughes jako Cynthia Horrocks
- Richard Avalon Egbert Hellibore
- Narisha Lawson jako Dyllis Mustardseed
- Dominique Jackson jako Roseanne Speedwell
- Clare Coulter jako pani Cackle
- Caroline O’Neill jako pani Hardbroom
- Indra Ove jako pani Nightingale
- Elizabeth Bower jako pani Widget
- Stephanie Lane jako pani Swoop

## Spis odcinków
| Premiera odcinka | N/o | Polski tytuł                          | Angielski tytuł                     |
| ---------------- | --- | ------------------------------------- | ----------------------------------- |
|                  |     |                                       |                                     |
| SERIA PIERWSZA   |     |                                       |                                     |
|                  |     |                                       |                                     |
| 02.02.2013       | 01  | Pierwsze wrażenie                     | Give a Witch a Bad Name             |
|                  |     |                                       |                                     |
| 09.02.2013       | 02  | Uwierzyć w siebie                     | The Confidence Trick                |
|                  |     |                                       |                                     |
| 09.02.2013       | 03  | Zasady, po trzykroć zasady            | Rules Rules Rules                   |
|                  |     |                                       |                                     |
| 16.02.2013       | 04  | Wszędzie dobrze, ale w domu najlepiej | No Place Like Home                  |
|                  |     |                                       |                                     |
| 16.02.2013       | 05  | Wyjątkowy gość                        | Trick or Treat                      |
|                  |     |                                       |                                     |
| 23.02.2013       | 06  | Prawda i kłamstwa                     | Truth or Lies                       |
|                  |     |                                       |                                     |
| 23.02.2013       | 07  | Turniej czarownic                     | Deadly Doubles                      |
|                  |     |                                       |                                     |
| 02.03.2013       | 08  | Lewitująca miotła-bumerang            | The Levitating Boomerang Broomstick |
|                  |     |                                       |                                     |
| 02.03.2013       | 09  | Goście                                | The Visitors                        |
|                  |     |                                       |                                     |
| 09.03.2013       | 10  | Święto przyjaciół                     | The Bewitching of Mona Hallow       |
|                  |     |                                       |                                     |
| 09.03.2013       | 11  | Klub czarnej dziury                   | The Black Hole Club                 |
|                  |     |                                       |                                     |
| 16.03.2013       | 12  | Zabawy z czasem                       | Time After Time                     |
|                  |     |                                       |                                     |
| 16.03.2013       | 13  | Niewidzialny wróg                     | The Enemy Within                    |
|                  |     |                                       |                                     |
| SERIA DRUGA      |     |                                       |                                     |
|                  |     |                                       |                                     |
| 23.03.2013       | 14  | Klątwa Cackle                         | The Curse of Cackles                |
|                  |     |                                       |                                     |
| 23.03.2013       | 15  | Zagubiono - znaleziono                | Lost and Found                      |
|                  |     |                                       |                                     |
| 30.03.2013       | 16  | Dziewczyna czy chłopak?               | Girls Will Be Boys                  |
|                  |     |                                       |                                     |
| 30.03.2013       | 17  | Gazeta prawdę powie                   | Next Week’s News                    |
|                  |     |                                       |                                     |
| 06.04.2013       | 18  | Zasnąć, śnić może                     | The Big Sleep                       |
|                  |     |                                       |                                     |
| 06.04.2013       | 19  | Powrót do korzeni                     | Back to Basics                      |
|                  |     |                                       |                                     |
| 13.04.2013       | 20  | Prawdziwa przyjaźń                    | The Friendship Test                 |
|                  |     |                                       |                                     |
| 13.04.2013       | 21  | Kicia - King Kong                     | King Kong Kittie                    |
|                  |     |                                       |                                     |
| 20.04.2013       | 22  | Studnia życzeń                        | The Wish Wimble                     |
|                  |     |                                       |                                     |
| 20.04.2013       | 23  | Ostatnie ostrzeżenie                  | Hettie's Final Warning              |
|                  |     |                                       |                                     |
| 27.04.2013       | 24  | Maskotka Pentangle                    | Mr Perky Pentangle                  |
|                  |     |                                       |                                     |
| 27.04.2013       | 25  | Gorączka sobotniej nocy               | Saturday Witch Fever                |
|                  |     |                                       |                                     |
| 04.05.2013       | 26  | Miłosny czar                          | The Odd Couple                      |
|                  |     |                                       |                                     |